# Ibrahim Saleh Bakr
Ibrahim Saleh Bakr  (arabisch إبراهيم صالح بكر, DMG Ibrāhīm Ṣāliḥ Bakr; geboren 1923 – gestorben 2014) war ein saudischer Diplomat.

## Leben
Er war ein Sohn von Salih Bakr. Er studierte an der Columbia University und erwarb ein Diplom der Politikwissenschaft der Georgetown University in Washington, D.C. 1948 trat in den auswärtigen Dienst und wurde bis 1953 im Außenministerium beschäftigt.
Diplomatische Missionen 
- 1953 bis 1957 Konsul in der Mission nächst des UNO-Hauptquartiers
- 1958 bis 1959  Gesandtschaftssekretär erster Klasse in Kairo der Hauptstadt der Vereinigten Arabischen Staaten
- 1962 bis 1966 Geschäftsträger, ab 1965 Ministre plénipotentiaire in Accra (Ghana)
- 1968 bis 1974 Botschafter in Jakarta
- 1975 bis 1980 Botschafter in Teheran
- 1980 bis 1983 Botschafter in Caracas
- 1983 bis 1994 Leiter der Mission des Königreiches Saudi-Arabien bei der EU-Kommission in Brüssel.

Zwischenzeitlich (1966 bis 1968) leitete er im Außenministerium die Abteilung West.
Ab 1994 war er Repräsentant der Organisation für Islamische Zusammenarbeit (Assistant Secretary General for Political Affairs). Er nahm eine Reihe von weiteren Aufgaben wahr. Beispielsweise war er 1995 Repräsentant des OIK-Generalsekretärs in Kabul und Jalalabad.

## Veröffentlichungen
Artikel in Yawmiyat al-bilad.

## Auszeichnungen
Order of King Abdulaziz, Orden des Irans, Marokkos, Jordaniens, Ägyptens, Indonesiens.